# سیارک ۱۱۰۷
سیارک ۱۱۰۷ (به انگلیسی: 1107 Lictoria، نامگذاری:1929FB) هزار و صد و هفتمین سیارک کشف شده‌است که در ۳۰ مارس ۱۹۲۹ کشف شد.
قدر مطلق سیارک برابر ۹٫۱۰ است.